# Norges Ishockeyforbund
Der Norges Ishockeyforbund (Norwegischer Eishockeyverband) ist der nationale Eishockeyverband Norwegens mit Sitz im Haus des Sports (Idrettens Hus) beim Ullevaal-Stadion in Oslo. Der Verband ist einer der Sportfachverbände des Norwegischen Sportverbandes und Vollmitglied in der Internationalen Eishockey-Föderation (IIHF). Er ist Dachverband von 90 Eishockeyvereinen und -abteilungen aus neun Regionalverbänden, in denen 2010 rund 11.000 Mitglieder aktiv waren. Aktueller Präsident ist seit 2018 Tage Pettersen. Bis 2022 wuchs der Verband auf über 16.000 Mitglieder an.

## Geschichte
Der Verband wurde am 18. September 1934 gegründet und am 20. Januar 1935 in die Internationale Eishockey-Föderation aufgenommen.
Vom Verband wurde in Oslo das olympische Eishockeyturnier 1952 ausgetragen, das zugleich als 19. Eishockey-Weltmeisterschaft und 30. Eishockey-Europameisterschaft galt. Auch die Austragung der Eishockey-WM 1958 und der WM der Herren 1999 fiel in die Organisation von Norges Ishockeyforbund.

## Aufgaben
Der Verband kümmert sich überwiegend um die Durchführung der Spiele der norwegischen Eishockeynationalmannschaft sowie der Frauennationalmannschaft und der Juniorenmannschaften. Zudem organisiert der Verband den Spielbetrieb auf Vereinsebene, unter anderem in der GET-ligaen, der höchsten professionellen Spielklasse im norwegischen Eishockey.